# 1907 في إسبانيا
فيما يلي قوائم الأحداث التي وقعت خلال عام 1907 في إسبانيا.

## أحداث
- 21 أبريل – الانتخابات الإسبانية العامة 1907

## سياسة

### تعيين في المنصب
- 25 يناير – أنطونيو مورا President of the Council of Ministers ‏.

### انتهاء فترة المنصب
- 25 يناير – ألفارو دي فيجويرا وتورس ministro de Gobernación  [لغات أخرى]‏.
- 30 مارس – خوسيه كناليخاس President of the Congress of Deputies [الإنجليزية]‏.

## مواليد

### يناير
- 22 يناير – رامون غوزمان لاعب كرة قدم إسباني.

### مارس
- 16 مارس – لويس دي كارلوس لاعب كرة قدم إسباني.

### أبريل
- 21 أبريل – إنريكي ليستر

### مايو
- 5 مايو – خوسيه بادرون لاعب كرة قدم إسباني.
- 10 مايو – ألفونسو دي بوربون

### سبتمبر
- 24 سبتمبر – مارتين ماركوليتا لاعب كرة قدم إسباني.

### أكتوبر
- 2 أكتوبر – أنخيل ليون غوثالو لاعب رماية إسباني.

### نوفمبر
- 14 نوفمبر – بدرو آروبيه بدرو ليون.

### ديسمبر
- 26 ديسمبر – كريسانت بوتش لاعب كرة قدم إسباني.
- 31 ديسمبر – رامون دي لا فوينتي ليال لاعب كرة قدم إسباني.